# Monanthotaxis laurentii
Monanthotaxis laurentii là loài thực vật có hoa thuộc họ Na. Loài này đượcÉmile Auguste Joseph De Wildeman mô tả khoa học đầu tiên năm 1905 dưới danh pháp Popowia laurentii. Năm 1971, Bernard Verdcourt chuyển nó sang chi  Monanthotaxis.

## Phân bố
Loài này có tại Angola, Cameroon, Cộng hòa Trung Phi, CH Congo, Gabon, Ivory Coast, Liberia, Nigeria, Sierra Leone, CHDC Congo.